# تپه سرآب منمی
تپه سرآب منمی مربوط به دوره سلجوقیان - دوره اشکانیان است و در شهرستان کرمانشاه، بخش مرکزی، دهستان میان دربند، ۲/۵ کیلومتری شمال و شمال غرب روستای هشیلان، شمال تالاب هشیلان واقع شده و این اثر در تاریخ ۱۵ دی ۱۳۸۷ با شمارهٔ ثبت ۲۴۱۰۹ به‌عنوان یکی از آثار ملی ایران به ثبت رسیده است.